# Pedro Dias Pais Leme da Câmara
Pedro Dias Paes Leme da Câmara (Portugal, 1772 - Vassouras, 15 de dezembro de 1868), 1° Barão de São João Marcos (título português) por decreto do Rei D. João VI de Portugal de 5 de Fevereiro de 1818. 1° Barão com Grandeza de São João Marcos (título brasileiro) por decreto do Imperador D. Pedro I do Brasil de 5 de Dezembro de 1822 e 1° Marquês de São João Marcos (título brasileiro) por decreto do Imperador D. Pedro I do Brasil de 12 de Outubro de 1826.

## Biografia
Nasceu em Portugal no ano de 1772 e faleceu no Brasil na cidade de Vassouras a 15 de dezembro de 1868. Foi um nobre e militar português. Nomeado 3° Alcaide-mor da província da Bahia, Guarda-mor Geral de todas as Minas do Brasil e 3.º Senhor da propriedade de São João Marcos, herdada de seu avô, Pedro Dias Paes Leme que por sua vez era Fidalgo da Casa Real, Comendador da Ordem de Cristo e Guarda-mor Geral de Minas Gerais. A propriedade de São João Marcos, no atual Estado do Rio de Janeiro, continha o Direito das passagens dos rios Paraíba e Paraibuna, então estabelecidas por seu bisavô, Garcia Rodrigues Paes Leme também Fidalgo Cavaleiro da Casa Real, Cavaleiro da Ordem de Cristo, Capitão-mor da Vila de São Paulo, Capitão-mor da Vila de Pitangui-MG, Administrador e Guarda-mor Geral das Esmeraldas e de todas as Minas. Era trineto do grande bandeirante Fernão Dias Paes Leme, o Governador das Esmeraldas.
Após a independência do Brasil, por cuja nacionalidade optou, o ainda  Barão de São João Marcos (por Portugal, onde também tinha o título de Cavaleiro da Ordem de Nossa Senhora da Conceição de Vila Viçosa) tornou-se homem da corte de D. Pedro I do Brasil. Foi Grande do Império, Gentil-Homem da Câmara do Imperador, Reposteiro-mor da Casa Imperial, Grã-cruz da Ordem de Cristo.
Casou em primeiras núpcias com D. Rita Ricardina de Sousa Coutinho da Cunha Porto, e em segundas núpcias com sua cunhada D. Mariana Carolina de Sousa Coutinho da Cunha Porto, a qual foi Dama da Imperatriz, ambas filhas de José Alves da Cunha Porto, Capitão-mor de Ordenanças, e de sua mulher D. Mariana Perpétua de Azeredo Coutinho. Teve geração dos dois casamentos.
Pedro Dias Paes Leme da Câmara, foi no Brasil Barão com grandeza e depois Marquês de São João Marcos, ambos os títulos em "uma vida", sendo filho de Fernão Dias Paes Leme da Câmara  e de sua mulher D. Francisca Peregrina de Sousa Melo Sequeira Correia.